# Södra Mingdynastin
Södra Mingdynastin (南明; Nánmíng) var fortsättningen på Mingdynastin och hade sin bas i södra Kina 1644 till 1662. Dynastin etablerades efter att Qingdynastin erövrat Peking och tagit kontroll över norra Kina. Kejsarna under Södra Mingdynastin följde inte kronologiskt efter varandra, utan hade ofta överlappande regeringstider, och det förekom att det fördes inbördeskrig mellan de olika hoven. Alla kejsarna tillhörde dock huset Zhu. Södra Mingdynastins olika maktbaser drevs under 18 år ständigt på flykt av Qingdynastins trupper, och den sista kejsaren av dynastin avrättades 1662 i Yunnan.

## Historia

### Nanjinghovet
Efter att Mingdynastins kejsar Chongzhen begått självmord i april 1644 i samband med Slaget om Shanhaiguan och Peking intagits av Qingdynastin etablerades Södra Mingdynastin med sitt säte i Nanjing. Kejsar Wanlis barnbarn Zhu Yousong installerades i juni 1644 som kejsare Hongguang. I maj 1645 attackerade Qingdynasins trupper Yangzhou norr om Nanjing. Slaget kom att kallas "Tiodagars-massakern i Yangzhou", och följdes av att Qingtrupperna korsade Yangtzefloden och intog Nanjing. Hongguang-kejsare flydde till Wuhu i Anhui, men tillfångatogs i juni och fördes till Peking där han avrättades.

### Fuzhouhovet
I augusti 1645 kröntes Longwu-kejsaren i Fuzhou i Fujian, som blev Södra Mingdynastins nya säte. För att försöka återta Nanjing gjordes militära kampanjer norrut, men utan resultat. I stället krossades Södra Mingdynastins hov i Fuzhou på våren 1646 när Qingdynastin avancerade mot söder. Kejsar Longwu försökte undkomma, men tillfångatogs i oktober i Tingzhou varefter han avrättades.

### Shaoxinghovet
Sommaren 1645 etablerar även Prinsen av Lu en Mingtrogen regim i Shaoxing i Zhejiang där han kontrollerade kustlinjen ner till Fujian. På sommaren 1646 korsade Qingdynastins trupper Qiantangfloden, varefter de erövrade Shaoxing. Prinsen av Lu överlevde och lyckades fly till Zhoushan.

### Yongli-kejsarens hov

Ungefärlig resväg för kejsar Yongli från 1646 till 1662.

De Mingtrogna trängdes söderut och i december 1646 besteg Zhu Youlang tronen som kejsar Yongli i Zhaoqing precis väster om Guangzhou i Guangdong. Qingdynastins offensiver tvingade hovet att fly till Guangxi där Guilin blev Södra Mingdynastins huvudstad. Från sitt säte i Guangxi hade dynastin en del militära framgångar som oroade Qingregimen. Den unga Qing-kejsaren Shunzhi tillsatte Hong Chengchou för att lösa problemen i söder, och han etablerade sin bas 1653 i Changsha i Hunan. Kejsar Yongli tvingades längre väster ut och etaberade 1656 sin huvudstad i Kunming i Yunnan. Södra Mingdynastins territorium blev stegvis mindre efter Qingdynastins attacker, och 1658 alt. 1959 drevs de västerut mot Burmas gränsa där de blev gäster till den burmesiska kungen. Militären Wu Sangui (som nu var Qinglojal) blev 1959 guvernör i Yunnan, och två år senare ledde han sina styrkor in i Burma och tvingade dess kung att överlämna Yongli-kejsaren. 30 april 1662 avrättade Wu Sangui kejsar Yongli och hans son, vilket markerade slutet på Södra Mingdynastin.